# Ciril Amorós Bohem
Ciril Amorós Bohem (València, 18 de març de 1904) va ser un futbolista valencià.
Net de Ciril Amorós i Pastor, va viure la infantesa a Madrid, jugant al futbol des dels 10 anys en el Col·legi Alemany de la localitat. Jugaria a l'Areneros i el Racing de Madrid fins que el 1921 marxa amb la seua família a Alemanya, terra natal de sa mare. Va jugar al Victoria d'Hamburg i va fer una breu estada a Barcelona, jugant a l'Espanyol.
Per a la temporada 1924-25 ja està a València, iniciant una trajectòria de 10 temporades defensant els colors del València CF. A Mestalla destaca com un jugador efectiu i elegant, modest fora del camp. Tot i això, era un jugador amb molt de caràcter, fet que no va ser impediment per a que exercira com a capità de l'equip. Va ser, amb Pasarín, un dels futbolistes que inicià la retirada del Camp de Chamartín en un partit de copa de 1930, després d'un escandalós arbitratge a favor del Reial Madrid. Juntament amb Salvador i Molina, va formar part de la mitja gloriosa del València CF, conquistant sis campionats regionals i l'ascens a primera divisió.
El 21 de maig de 1933, l'equip merengot va rendir-li homenatge amb l'entrega d'una copa i la realització d'un partit amistós davant un combinat de futbolistes espanyols.